# Walk Hard - La storia di Dewey Cox
Walk Hard - La storia di Dewey Cox è un film del 2007 diretto da Jake Kasdan e scritto dallo stesso regista assieme a Judd Apatow, autore di film come 40 anni vergine e Molto incinta. Il film ha per protagonista John C. Reilly, che interpreta il personaggio immaginario di Dewey Cox, leggendaria rockstar dalla vita turbolenta.
Il film è una sorta di parodia nei confronti di molte leggende della musica come Johnny Cash, Bob Dylan, Elvis Presley, Ray Charles e Jim Morrison, ma soprattutto fa il verso ad alcuni biopic a loro dedicati come Quando l'amore brucia l'anima, The Doors e Ray.

## Trama
Il film racconta la vita turbolenta e bizzarra di Dewey Cox. Partendo dalla sua infanzia, quando involontariamente uccide il fratello minore con un machete, passando dai suoi umili esordi in Springberry, in Alabama, fino all'età adulta quando inizia la sua ascesa nella musica divenendo ben presto una leggenda ed influenzando milioni di persone con le sue canzoni. Viene poi raccontato il suo declino, l'uso di qualsiasi tipo di droga, le sue amicizie con i Beatles, Elvis Presley e molti altri e il suo rapporto con le donne, tra cui l'ex moglie e l'attuale moglie, che hanno partorito 22 figli, e le più di 400 amanti, che gli hanno dato 14 figli illegittimi.

## Colonna sonora
I cantautori Dan Bern e Mike Viola (dei Candy Butchers) hanno scritto la maggior parte delle canzoni del film tra cui There's a Change a Happenin', Mulatto, A Life Without You (Is No Life At All), Beautiful Ride e Hole in My Pants. Marshall Crenshaw è l'autore della sigla dei titoli e Van Dyke Parks ha firmato una delle canzoni stile anni sessanta, Black Sheep.

## Produzione
Il produttore Jake Kasdan ha avuto l'idea per il film dopo aver notato che la maggior parte delle biografie cinematografiche come ad esempio Quando l'amore brucia l'anima, Ray e La storia di Buddy Holly avevano fondamentalmente la stessa trama. Dopo averne parlato con il suo amico e cineasta Judd Apatow hanno iniziato a scrivere insieme il film. I riferimenti ironici in questa immaginaria biografia sono ispirati dai film che parlano di Jimi Hendrix e Marilyn Monroe. Nonostante l'approccio umoristico il film ha lo stampo dei film più seri vincitori di Oscar.
John C. Reilly, che suona e canta davvero nel film, è stato scelto per interpretare il protagonista. Il film si è trasformato in una parodia di Quando l'amore brucia l'anima poiché il personaggio di Dewey Cox assomiglia molto a Johnny Cash.

### Cameo
- Patrick Duffy: se stesso
- David Honeyboy Edwards: bluesman di 92 anni
- The Temptations: se stessi
- Eddie Vedder: se stesso
- Jackson Browne: se stesso
- Jewel Kilcher: se stessa
- Ghostface Killah: se stesso
- Lyle Lovett: se stesso

## Curiosità
- La frase ricorrente del film pronunciata dal padre di Dewey è "È morto il figlio sbagliato"; infatti da piccolo Dewey aveva ucciso accidentalmente il suo fratello minore tagliandolo in due (riferimento a Johnny Cash che quasi tagliò in due con una sega da tavolo suo fratello maggiore Jack, che morì per le ferite). Alla fine il padre si ucciderà alla stessa maniera.
- La locandina del film si ispira ad una celebre immagine di Jim Morrison.
- John C. Reilly ha ottenuto una candidatura al Golden Globe 2008 come miglior attore in un film commedia o musicale, inoltre la canzone Walk Hard è stata candidata come migliore canzone originale.